# Sumo na World Games 2009
Sumo na World Games 2009 odbyło się w dniach 17–18 lipca w hali Kaohsiung Senior High School Gymnasium. Tabelę medalową zawodów zdominowali Japończycy i Rosjanie (po sześć medali). Zawody odbyły się w czterech kategoriach wagowych mężczyzn i czterech kategoriach wagowych kobiet.

## Uczestnicy
| - Australia (5) - Brazylia (5) - Bułgaria (2) - Egipt (7) - Estonia (4) - Niemcy (3) - Hongkong (2) | - Węgry (4) - Indie (1) - Włochy (2) - Japonia (13) - Mongolia (8) - Holandia (2) - Norwegia (1) | - Nowa Zelandia (2) - Polska (2) - Rosja (11) - Chińskie Tajpej (7) - Tajlandia (2) - Ukraina (7) - Stany Zjednoczone (7) |

### Polacy w zawodach
- Marcin Rozum
- Edyta Witkowska-Popecka

## Medaliści
| Konkurencja  | Złoto               | Srebro              | Brąz                    |
| Mężczyźni    |                     |                     |                         |
| Waga lekka   | Sandor Bardosi      | Naczyn Mongusz      | Gantugs Rentsendorj     |
| Waga średnia | Ryo Ito             | Katsuo Yoshida      | Kostiantyn Jermakow     |
| Waga ciężka  | Takashi Himeno      | Naranbat Gankhuyang | Ałan Karajew            |
| Open         | Byambajaw Ulambayar | Mutoshi Matsunaga   | Takashi Himeno          |
| Kobiety      |                     |                     |                         |
| Waga lekka   | Alina Bojkowa       | Selenge Enkhzaya    | Nelli Worobjewa         |
| Waga średnia | Epp Mae             | Maryna Pryszczepa   | Asano Matsuura          |
| Waga ciężka  | Anna Żigałowa       | Olga Dawydko        | Jekaterina Kejb         |
| Open         | Anna Żigałowa       | Olga Dawydko        | Edyta Witkowska-Popecka |

### Tabela medalowa zawodów
| Poz.    | Państwo  |   |   |   | Łącznie |
| ------- | -------- | - | - | - | ------- |
| 1       | Japonia  | 2 | 2 | 2 | 6       |
| 2       | Rosja    | 2 | 1 | 3 | 6       |
| 3       | Ukraina  | 1 | 3 | 1 | 5       |
| 4       | Mongolia | 1 | 2 | 1 | 4       |
| 5       | Estonia  | 1 | 0 | 0 | 1       |
| 5       | Węgry    | 1 | 0 | 0 | 1       |
| 7       | Polska   | 0 | 0 | 1 | 1       |
| Łącznie | Łącznie  | 8 | 8 | 8 | 24      |